# Glad All Over
Glad All Over è un brano di Carl Perkins composto da Aaron Schroeder, Sid Tepper e Roy Bennett. Una versione del chitarrista statunitense appare nel film Jamboree del 1957. Il 6 gennaio dell'anno seguente, venne pubblicata su un 45 giri (b-side: Lend Me Your Comb), ma non ebbe successo.

## Cover

### Versione dei Beatles
I Beatles, nei primi anni sessanta, suonavano il pezzo nei loro live. Esistono due versioni differenti registrate dalla band, ambedue incise per la BBC:
- la prima, registrata il 16 luglio 1963 al BBC Paris Studio di Londra, venne trasmessa per la prima volta il 20 agosto per la decima edizione dello show radiofonico Pop Go the Beatles; è stata inclusa su Live at the BBC del 1994.
- la seconda, registrata il 30 luglio al Playhouse Theatre di Londra, venne mandata in onda per la prima volta il 24 agosto per il programma Saturday Club[1]; è stata inclusa su On Air - Live at the BBC Volume 2[3]

Nel 1985, Ringo e George registrarono, assieme a Carl Perkins, Glad All Over per il concerto-tributo televisivo Blue Suede Shoes: A Rockabilly Session.

#### Formazione
- George Harrison: voce, chitarra solista
- Paul McCartney: basso elettrico
- John Lennon: chitarra ritmica
- Ringo Starr: batteria[1]

### Altre cover
- The Dave Clark Five nel 1963
- The Searchers - aprile 1964
- Jeff Beck Group - 1972
- The Rezillos nel 1978
- Suzi Quatro nel 1980
- The Heavy's nel 1992
- Stan Perkins & Ian B. MacLeod - 2000
- Brian Setzer - 2005[4]
- Pet Shop Boys nel 2010
- Descendents - 2021